# Carlos Nazareth
Nazareth, właśc. Carlos Nazareth (ur. ?, zm. ?) – piłkarz brazylijski grający na pozycji napastnika.

## Kariera klubowa
Nazareth występował w klubach AA das Palmeiras São Paulo. Z AA das Palmeiras zdobył mistrzostwo stanu São Paulo – Campeonato Paulista oraz został królem tych rozgrywek w 1915.

## Kariera reprezentacyjna
W oficjalnej reprezentacji Brazylii Nazareth zadebiutował 7 stycznia 1917 w zremisowanym 0-0 meczu z urugwajskim klubem Dublin Montevideo. Był to jego jedyny występ w reprezentacji.